# 엠마누엘 데니스
엠마누엘 보나벤쳐 데니스(영어: Emmanuel Bonaventure Dennis, 1997년 11월 15일 ~ )는 나이지리아의 축구 선수이다. 그의 포지션은 스트라이커로, 현재 잉글랜드 EFL 챔피언십의 왓퍼드에서 활약하고 있다.

## 클럽 경력

### 초기 경력
데니스는 나이지리아 콰라주에 위치한 콰라 축구 아카데미 일로린에서 선수 생활을 시작했다.

### 조랴 루한스크
2016년 3월, 데니스는 우크라이나 프리미어리그의 조랴 루한스크와 계약했다. 2016년 7월 24일, 그는 올림피크 도네츠크와의 경기에서 데뷔전을 치렀고, 그는 3-0으로 이긴 경기에서 선제골을 넣었다.
데니스는 11월 3일, 1-1로 끝난 페예노르트와의 UEFA 유로파리그 데뷔전을 치르기 전에 주로 벤치에서 시작하였다. 페예노르트와의 경기에서 인상적인 활약을 펼친 후, 그는 페네르바흐체와 맨체스터 유나이티드와의 조별 리그 경기에도 출전하였다. 조랴는 두 경기에서 모두 0-2로 패하였고, 꼴찌로 조에서 탈락하였다.
12월 11일, 데니스는 2-0으로 이긴 스탈 카미얀스케와의 경기에서 두 번째 골을 넣었다. 그의 활약으로 맨체스터 시티는 물론, 겨울 이적시장에서 그를 영입하는 데 관심을 가진 익명의 분데스리가 구단들의 반응을 끌어들였다. 하지만, 데니스는 시즌 남은 기간 동안 조랴에 머물게 되었고, 22번의 리그 경기에서 6골을 넣으며 리그 3위를 차지하는데 일조했다.

### 클뤼프 브뤼허
2017년 5월 30일, 클뤼프 브뤼허는 데니스와 4년 계약을 체결했다고 발표했다. 이적료는 €1.2m로 추정된다. 그는 등번호 42번을 받았다. 2017년 7월 26일 3-3 무승부로 끝난 이스탄불 바샥셰히르와의 데뷔전에서 1골, 3일 후 로케렌과의 리그 경기에서 4-0 승리를 견인한 2골을 넣는 등 총 6경기에서 5골을 넣으며 활약했다.
2019년 10월 1일, 데니스는 2-2 무승부로 끝난 에스타디오 산티아고 베르나베우에서 열린 레알 마드리드와의 2019-20년 UEFA 챔피언스리그 조별 리그 경기에서 2골을 기록했다.

#### 1. FC 쾰른
2021년 1월 25일, 분데스리가의 1. FC 쾰른은 데니스와 시즌이 끝날 때까지 임대 계약을 맺었다고 발표했다. 그는 독일에 있는 동안 총 9번의 리그 경기에 출전했다.

### 왓퍼드
2021년 6월 21일, 왓퍼드는 클뤼프 브뤼허와 데니스 이적에 합의했다고 발표했다. 이틀 후에 5년 계약을 체결했다. 8월 14일, 데니스는 애스턴 빌라와의 리그 개막전에서 왓퍼드 데뷔전에서 데뷔골을 넣었다. 왓퍼드는 3-2로 이겼다. 11월에 열린 맨체스터 유나이티드를 4-1로 대파한 경기에서 득점과 2개의 어시스트를 기록 한 후 4-2로 패한 레스터 시티와의 경기에서 골을 넣었다. 그 결과 데니스는 2021년 11월 프리미어리그 이달의 선수상 후보에 올랐다.

### 노팅엄 포리스트
2022년 8월 13일, 데니스는 비공개 이적료에 프리미어리그의 노팅엄 포리스트로 이적하였다.

## 국가대표팀 경력
데니스는 성인 팀에 소집되기 전에 U-23 연령대의 나이지리아를 대표했다. 2019년 9월 10일, 그는 2-2로 비긴 우크라이나와의 친선 경기에서 82분에 새뮤얼 추쿠에제와 교체 투입되며 데뷔전을 치렀다.
나이지리아 축구 연맹은 2021년 아프리카 네이션스컵에 참가할 선수단에 데니스를 불러들이려고 시도했지만 서류 제출이 늦어 왓퍼드는 데니스를 차출하지 않았다. 데니스는 나이지리아 축구 국가대표팀의 일원으로서 2022년 FIFA 월드컵 3차 예선에서 가나에 원정 다득점 원칙에 따라 1-1로 패하였다.

## 수상 내역
클뤼프 브뤼허
- 벨기에 퍼스트 디비전 A: 2017–18,[24] 2019–20[25]